# ميخائيل بيتري
ميخائيل بيتري (بالألمانية: Michael Petri)‏ هو لاعب كرة قدم ألماني في مركز الهجوم، ولد في 23 نوفمبر 1977 في ألمانيا. لعب مع نادي أوسنابروك ونادي ساربروكن ونادي هامبورغ 08.

## وصلات خارجية
- ميخائيل بيتري على موقع قاعدة بيانات كرة القدم.إي يو (الإنجليزية)
- ميخائيل بيتري على موقع بيانات كرة القدم. دي إي (الألمانية)
- ميخائيل بيتري على موقع عالم كرة القدم.نت (الإنجليزية)